# Ilha de Man
A Ilha de Man (em inglês: Isle of Man; em manês: Mannin) é uma dependência da Coroa do Reino Unido, que inclui a ilha principal, do mesmo nome, e algumas ilhotas adjacentes, no mar da Irlanda. Sua capital é Douglas (Doolish). O Dia de Tynwald (em inglês:  The Tynwald Day; em manês:  Laa Tinvaal) é o Dia Nacional da Ilha de Man, comemorado em 5 de julho.

## História
Os vikings estabeleceram-se na Ilha de Man no final do século VII. O Reino nórdico de Man e Ilhas Hébridas foi criado por Godred Crovan, em 1079. Esse reino foi separado em 1164 em Reino das Hébridas e Reino de Man, sob domínio norueguês. Em 1266, pelo Tratado de Perth, o rei Magno VI da Noruega cedeu as ilhas à Escócia. A Ilha de Man passou para controle inglês no século XIV e para a Coroa Britânica em 1765.

## Geografia

Mapa da Ilha de Man

A Ilha de Man faz parte do conjunto geográfico das Ilhas Britânicas, que é um arquipélago do noroeste da Europa. Situa-se no meio do mar da Irlanda, aproximadamente equidistante do oeste da Inglaterra, do sul da Escócia e do leste da Irlanda do Norte. Tem cerca de 48 km de comprimento e entre 13 e 24 km de largura, com uma área de 572 km².
As duas áreas montanhosas são divididas por um vale central. O extremo norte da ilha é excepcionalmente plano. O ponto mais alto, o Snaefell, localiza-se na zona norte e atinge os 621 m.
O clima é temperado marítimo do tipo Cfb, com verões moderadamente quentes e mais secos e invernos suaves e mais húmidos. A precipitação anual, abundante, varia entre 1900 mm no Snaefell e os 800 mm noutras áreas.
A população é de 80 058 habitantes (censo interino de 2006), o que dá uma densidade de 140 pessoas por km². Menos de metade (47,6%) da população actual nasceu na ilha.

## Estatuto e política
Tal como Jersey e Guernsey, a Ilha de Man não faz formalmente parte do Reino Unido nem integra a União Europeia. Não tem representação parlamentar nem no Reino Unido nem na UE.
A Ilha de Man é uma dependência direta da Coroa Britânica. O Chefe de Estado é o rei Carlos III a qual detém o título de Senhor de Mann (em inglês: Lord of Mann). O representante da coroa na ilha é o Lieutenant Governor. A defesa e as relações externas são da responsabilidade do governo do Reino Unido.
A Ilha de Man goza de autogoverno e tem um parlamento autónomo (Tynwald). O Tynwald foi fundado no ano 979 e é considerado o mais antigo parlamento em funcionamento contínuo no mundo. A maioria dos membros do Tynwald são independentes; dois pertencem ao Manx Labour Party e três à Aliança do Governo Progressista (em inglês: Alliance for Progressive Government). Existe uma organização extraparlamentar, o Mec Vannin ("Filhos de Man"), que pretende a alteração do estatuto da ilha e o estabelecimento de uma república soberana independente.

## Cultura

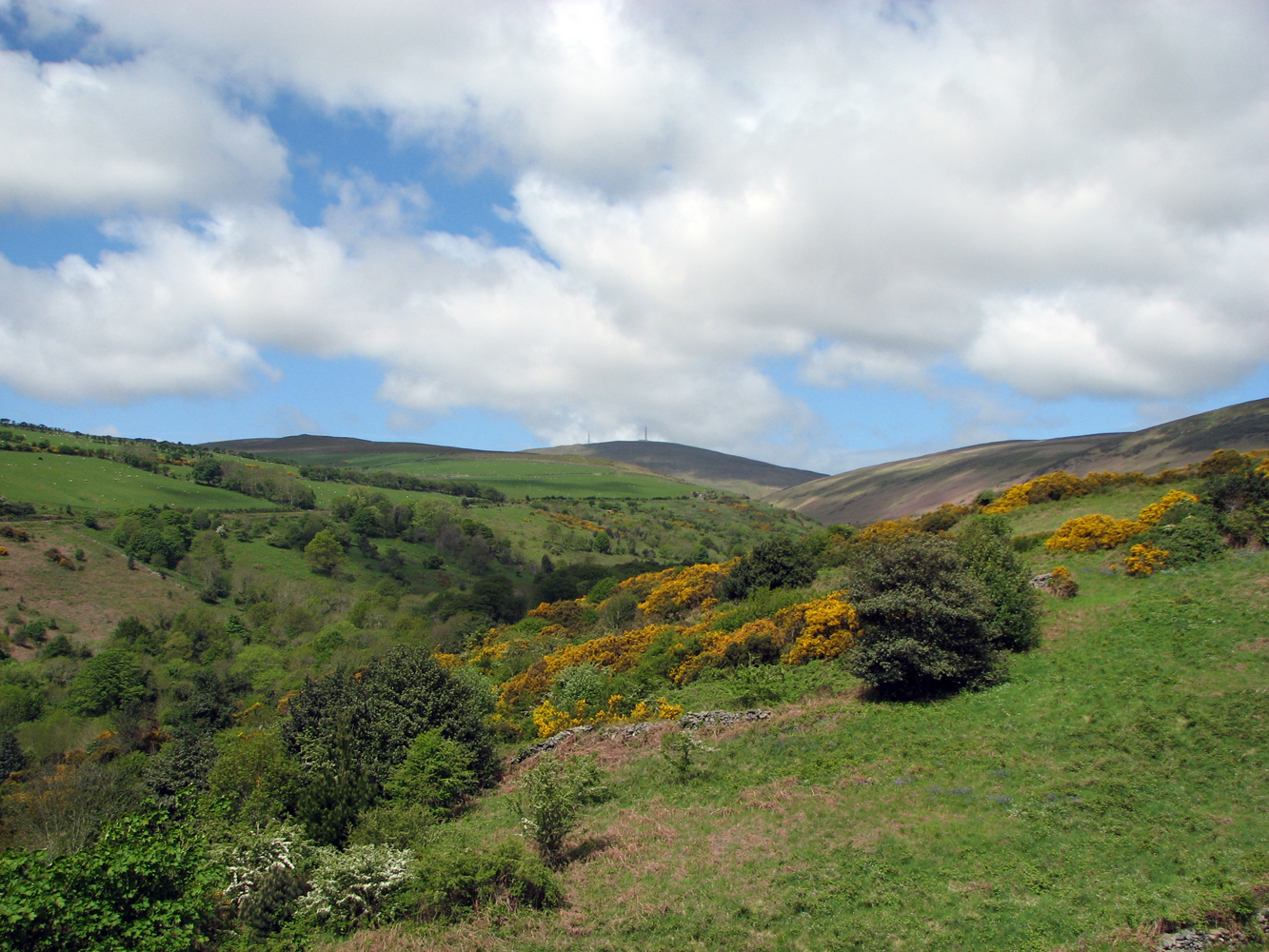
Um vale com o Snaefell ao fundo

A cultura da Ilha de Man é fortemente influenciada pelas suas origens célticas e nórdicas. Tem uma língua própria, manx ou manês, que é cooficial com o inglês. Sendo uma das nações celtas modernas, está integrada na Liga Céltica. Tem como religião oficial o anglicanismo, com a fusão de elementos católicos e calvinistas.